# 邻居家是画漫画的阿幺
《邻居家是画漫画的阿幺》是由漫画家LING创作的搞笑四格漫画
，《漫友·可爱100》2007年8月开始连载，2008年5月转载至《漫友·少年S》不定期连载，2010年1月再度转载至《科幻画报·漫画SHOW》。目前该作已于2011年8月完结，共42话，共推出单行本三卷。

## 故事簡介
15岁女高中生阿幺（本名单晓雨）凭借《纯爱悸动》一举成为少女漫画杂志《Love & Peace》的人气连载作者，但身为资深腐女的她同时又以棒棒君为笔名创作各种糟糕BL同人，年纪轻轻便已叱咤漫画界。直到有一天，同班转校生余逸朗来到他面前并偷偷告诉他自己的志向是成为一名漫画编辑的时候，阿幺的世界开始发生了翻天覆地的变化……

## 登场人物

### 主要角色
阿幺/单晓雨
曾用笔名：暖阳飘雪，阿幺，棒棒君
单家幺女，因为姐姐单小霞擅自将自己的作品投稿到编辑部而阴差阳错地成为了高中生漫画家，连载作品《纯爱悸动》人气极高，私底下是深度腐女，以棒棒君为笔名活跃于同人界，除了好友聂楚楚和杂志编辑外没有人知道她的漫画家身份。
余逸朗
绰号：呆头鹅
转校到阿幺班级的天然呆弱气诱受，志向是成为漫画编辑，最爱少女漫画却对BL漫画深恶痛绝，因为在《Love & Peace》主编倪西西面前丢出了数十本《纯爱悸动》的修改意见而被破格录用为实习编辑，一直追看着阿幺的连载却不知道对方是自己的同学。
雷婷
绰号：电龙，夫鲁○鲁，雷丘
将阿幺视作对手的傲娇会长，擅长精确计算读者的喜好创作故事，被倪西西挖掘，作品《Honey Go！》一鸣惊人，一度在人气排名上击败阿幺，默默地对余逸朗一见钟情。
徐家惠
阿幺助理，看上去很悠闲的大学生，爱好是随时随地穿着女仆装，比起画漫画更倾向于喜欢接各种助理外单，是程度比阿幺更深的腐女。

### 《Love & Peace》杂志社
倪西西
《Love & Peace》主编，与阿东被并称为色老头二人组，腹黑并喜欢以捉弄阿幺为乐，相中并发觉了雷婷。
沈旭东
《Love & Peace》编辑，昵称阿东，阿幺《纯爱悸动》的责任编辑，喜欢鳴子ハナハル，经常在编辑部公然看BGH漫画。

### 单家
单晓雯
单家大女儿，是家里的顶梁柱。
单晓霞
绰号：福利学姐
单家次女，资深宅，是将阿幺拉入腐道的罪魁祸首。
单爸爸
脱线的天然呆爸爸，会帮女儿拉同人志到贩售现场。
单妈妈

### 学生
聂楚楚
阿幺的同班同学，少有的知道阿幺漫画家身份的人，将阿幺视为BL漫画的重要来源。
许奕明
比阿幺大两届，曾经和阿幺同一个美术班的学长，似乎是阿幺喜欢的人。

## 剧中剧
- 纯爱悸动
- Honey Go！
- 篮球王子

## 每话标题
- ACT001 - 高中生漫画家
- ACT002 - 高中生漫画编辑（误）
- ACT003 - 真·高中生漫画家
- ACT004 - 第三类接触
- ACT005 - Interlude
- ACT006 - 编辑部里的她和他
- ACT007 - 第一次总是比较——【上篇】
- ACT008 - 第一次总是比较——【中篇】
- ACT009 - 第一次总是比较——【下篇】
- ACT010 - 于是，从头开始
- ACT011 - 高中生漫画家MK-Ⅱ
- ACT012 - 当漫画家遇上漫画家
- ACT013 - Ordinary Day【上篇】
- ACT014 - Ordinary Day【中篇】
- ACT015 - Ordinary Day【下篇】
- ACT016 - 第一次伊谢尔伦会战
- ACT017 - 那些粉扑扑的她她她和他
- ACT018 - 诸神的黄昏
- ACT019 - 雷婷同学
- ACT020 - 并不需要你的理解【上篇】
- ACT021 - 并不需要你的理解【中篇】
- ACT022 - 并不需要你的理解【下篇】
- ACT023 - 出事的海滩不仅限于奥马哈
- ACT024 - 海边的固定节目当然是CPR
- ACT025 - 平安无事的星期六
- ACT026 - 不太对劲的星期天
- ACT027 - 急转直下的星期一
- ACT028 - 可疑的前辈是竖旗的征兆
- ACT029 - 绝对不是垃圾食品贩卖处
- ACT030 - 该来的马上会来
- ACT031 - Just you know why
- ACT032 - 我的学长原来没有那么可爱
- ACT033 - SWEET
- ACT034 - 不是说同一招不能对圣斗士用第二次吗
- ACT035 - 你不是还有生命吗？
- ACT036 - 方法要对才可以
- ACT037 - 阿幺同学
- ACT038 - 逸朗同学
- ACT039 - BIG BOSS
- ACT040 - 编辑，与漫画家
- ACT041 - 高中生·漫画家
- ACT042 - 邻居家是画漫画的阿幺（最终话）
- ACTEX - 一起来画漫画吧~（单行本第3卷收录，未发表）

## 单行本
该作单行本采取普通版与限量版两种形式发售。
- 第Ⅰ卷 2010年12月发售 ISBN 978-7-5405-4456-0
  - 限量版收录雷婷主题T恤
- 第Ⅱ卷 2011年6月发售  ISBN 978-7-5405-4546-8[2]

- - 限量版收录阿幺主题挎包
- 第Ⅲ卷 2012年1月10日发售  ISBN 978-7-5405-4757-8[3]
  - 限量版收录雷婷主题猫耳帽